# Zbieram siebie
Zbieram siebie – ósmy z kolei album muzyczny polskiej piosenkarki Elżbiety Adamiak, należącej do kręgu wykonawców poezji śpiewanej.

## O albumie
Na CD znalazły się utwory nowe, piosenki wcześniejsze (lubiane przez Adamiak): "Zanosi się na noc" i "Wywar z przywar" oraz dwie zagraniczne kompozycje, do których artystka napisała własne słowa. Dwie piosenki wykonywane są w duetach: "Trwaj chwilo, trwaj" z Adamem Nowakiem z zespołu Raz, Dwa, Trzy oraz "Czysta nafta"  z Krzysztofem Kiljańskim (trzecim duetem, o którym wykonawczyni nie wspomina, jest piosenka zaśpiewana z córką Katarzyną). Wszystkie utwory zaaranżowali: Jacek Skowroński i Andrzej Pawlukiewicz.
Premiera płyty, wydanej przez 4ever Music, odbyła się 16 listopada 2009.

## Muzycy
- Elżbieta Adamiak – śpiew
- Adam Nowak – śpiew (4, 12)
- Krzysztof Kiljański – śpiew (3)
- Wojciech Majewski – fortepian
- Marcin Janiszewski – fortepian
- Krzysztof Jaszczak – fortepian
- Adam Cegielski – kontrabas
- Marcin Fidos – kontrabas
- Grupa MoCarta – sekcja smyczkowa
- Trzy Dni Później (trio wokalne) – chórki
- Radosław Bolewski – perkusja i instrumenty perkusyjne
- Thomas Celis Sanchez – perkusja i instrumenty perkusyjne

## Lista utworów
| 1.  | "Nie ma na co czekać" (muz. i sł. Elżbieta Adamiak)                                                                                            | 4:47  |
|     | |       |
| 2.  | "Przyjdź do mnie dwa" (muz. Martyna Jakubowicz, sł Andrzej Jakubowicz)                                                                         | 3:10  |
|     | |       |
| 3.  | "Posiedzimy sobie razem w kuchni" Elżbieta Adamiak i Krzysztof Kiljański (muz. Elżbieta Adamiak, sł. Osip Mandelsztam, tłum. Maria Leśniewska) | 3:38  |
|     | |       |
| 4.  | "Trwaj chwilo trwaj" Elżbieta Adamiak i Adam Nowak (muz. Elżbieta Adamiak, sł. Przemysław Dakowicz)                                            | 4:34  |
|     | |       |
| 5.  | "Zbieram siebie" (muz. Andrzej Pawlukiewicz, sł. Elżbieta Adamiak)                                                                             | 5:14  |
|     | |       |
| 6.  | "Ty, który stworzyłeś" (muz. Elżbieta Adamiak, sł. Adam Ziemianin)                                                                             | 3:56  |
|     | |       |
| 7.  | "Są we dwoje" (muz. Elżbieta Adamiak, sł. Jerzy Harasymowicz)                                                                                  | 3:59  |
|     | |       |
| 8.  | "Wywar z przywar" Elżbieta Adamiak i Kasia Poniedzielska-Jabłońska (muz. Jan Hnatowicz, sł. Andrzej Poniedzielski)                             | 4:06  |
|     | |       |
| 9.  | "Po trójkącie" (oryg. tytuł: "De cara a la pared”)" (muz. i sł. Yves Desrosiers, Lhasa de Sela, sł. pol. Elżbieta Adamiak)                     | 4:22  |
|     | |       |
| 10. | "Zanosi się na noc" (muz. Tadeusz Woźniak, sł. Bogdan Chorążuk)                                                                                | 2:52  |
|     | |       |
| 11. | "Forever Me And You (muz. Lars Danielsson, sł. Elżbieta Adamiak)                                                                               | 3:47  |
|     | bonus |       |
| 12. | "Trwaj chwilo trwaj" (wersja radiowa) Elżbieta Adamiak i Adam Nowak                                                                            | 3:24  |
|     | |       |
|     | | 47:49 |
|     | |       |